# Sorin Liviu Damean
I. Date biografice
data (zi, luna, an) și locul nașterii. 
18 mai 1968, Iași
studii preuniversitare și universitare. 
Liceul industrial „Nicolina”, Iași, 1982-1986, Facultatea de Istorie, Universitatea „Alexandru Ioan Cuza”, Iași, 1989-1994
doctorat (anul), eventual titlul tezei, coord. științific prof./acad.
2000, „Monarhia constituțională în România. De la instituirea regimului la proclamarea Regatului (1866-1881)”, acad. Gheorghe Platon
Specializări (locul și anul)
Modul de formare în management universitar (în limba engleză): Strategic Planning for University Leaders, București, 2010
Modul de formare în management universitar: Managementul calității în învățământul superior, Sibiu, 2011
Modul de formare în management universitar: Social-media, Sibiu, 2011
Atestat de abilitare în domeniul Istorie, Universitatea din Craiova, 2015
Funcții deținute (locul și anul)
Șeful Catedrei de Istorie, Facultatea de Istorie, Filosofie, Geografie, Universitatea din Craiova, 2008-2010
Directorul Departamentului de Istorie și Relații Internaționale, Facultatea de Teologie, Istorie și Științele Educației, Universitatea din Craiova, 2011-2012
Secretarul Secției de Istorie și Științe Arheologice, Academia Oamenilor de Știință din România, 2012-2016
Directorul Departamentului de Istorie și Relații Internaționale, Facultatea de Drept și Științe Sociale, Universitatea din Craiova, 2013
Vicepreședintele Senatului Universității din Craiova, 2012-2016
Vicepreședintele Societății de Științe Istorice din România, 2011-2015, 2015-2019
Directorul Școlii Doctorale de Științe Sociale și Umaniste, Universitatea din Craiova, 2015-2025
Decanul Facultății de Științe Sociale, Universitatea din Craiova, 2016-2020, 2020-2024, 2025-până în prezent
Membru al Filialei Dolj a Societății de Științe Istorice din România, 2020 - până în prezent
Membru asociat al Academiei Oamenilor de Știință din România, 2011- până în prezent
Membru al Comitetului Român pentru Istoria și Filosofia Științei și Tehnicii – Academia Română, filiala Craiova, 2015 - până în prezent
membru în consilii științifice
·        „Analele Universității Creștine Dimitrie Cantemir. Seria Istorie”, București, 2010
·        „Caiete Diplomatice”, București, 2017
·        „Oltenia. Studii și comunicări. Istorie-arheologie”, 2018
·        „International Relations Review”, Polonia, din 2018
membru în colective de redacție ale unor publicații științifice de profil
·        „Analele Universității din Craiova. Istorie”, 2008-până în prezent, Redactor Șef
·        „Studii și Articole de Istorie”, București, 2008-2012
·        „Arhivele Olteniei”, Craiova, 2010-2019
·        „Revista Română de Studii Euro-asiatice”, Constanța, 2012- până în prezent
Distincții primite (ordine, medalii, diplome etc.)
·        Premiul „A.D. Xenopol” al Societății de Științe Istorice pe anul 2006 pentru lucrarea: „România și Congresul de Pace de la Berlin (1878)”, București, Editura Mica Valahie, 2005, 384 p. 
·        Premiul „Nicolae Iorga” al Societății de Științe Istorice pe anul 2009 pentru lucrarea: „Diplomați englezi în România, 1866-1880”, Craiova, Editura Universitaria, 2008, 350 p.
·        Premiul pentru cercetări istorice al Academiei Internaționale „Mihai Eminescu”, pe anul 2012
·        Premiul „Andrei Oțetea” al Academiei Oamenilor de Știință din România acordat în anul 2014 pentru lucrarea „Stat și societate în Europa”, vol III, coord. Sorin Liviu Damean, Marusia Cîrstea, Târgoviște, Editura Cetatea de Scaun, 2012
·        Ordinul „Iachint – Mitropolitul Țării Românești” conferit de Episcopia Argeșului și Muscelului în 2015 pentru cercetarea și promovarea istoriei naționale
·        Diplomă aniversară și medalie a Asociației Naționale Cultul Eroilor „Regina Maria”, 1 decembrie 2018, pentru „generoasa contribuție la activitatea de cinstire a memoriei eroilor căzuți în Războiul Reîntregirii României și pentru promovarea valorilor fundamentale ale neamului românesc” 

II. Caracterizare a activității, a contribuției în domeniu
Preocupările academice s-au concentrat asupra diverselor aspecte ale domniei lui Carol I și asupra rolului monarhiei constituționale în istoria românilor. I-a consacrat lui Carol I al României două monografii, una cuprinzând perioada de la instituirea regimului monarhiei constituționale la proclamarea Regatului și cealaltă având drept subiect Omul și Domnitorul (Regele) pe toată perioada domniei de 48 de ani. Concluzia la care a ajuns a fost aceea că monarhul a fost devotat patriei sale adoptive, a fost animat de bune intenții, a transformat România de la un stat autonom aflat sub suzeranitate otomană și subordonat influențelor orientale la un Regat independent pe deplin respectat în Balcani și pe continentul european, a stimulat și încurajat evoluția statului și a societății românești pe calea modernizării și integrării europene. 
La acestea se adaugă ca sfere de studiu și interes relațiile internaționale ale României în a doua jumătate a secolului al XIX-lea și primele decenii ale secolului XX, diplomația românească, imaginea României în viziunea diplomaților britanici sau francezi, evoluția instituțiilor politice, etape ale modernizării societății românești, figuri ilustre ale elitei politice românești, România în Primul Război Mondial etc. În monografiile și studiile publicate, dincolo de valorificarea contribuțiilor istoriografice anterioare din țară sau din străinătate, a introdus în circuitul științific noi informații documentare din arhive, analizând critic evenimentele și interpretând faptele în mod argumentat, pe baza adevărului istoric. 
III. Bibliografie selectivă
A.   lucrări de autor
·        Carol I al României, vol. I (1866-1881), București, Editura Paideia, 2000, 276 p. + 8 planșe;
·        România și Congresul de Pace de la Berlin (1878), București, Editura Mica Valahie, 2005, 383 p.
·        Diplomați englezi în România, 1866-1880, Craiova, Editura Universitaria, 2008, 350 p.
·        Diplomați englezi în România, 1881-1914, Craiova, Editura Universitaria, 2009, 350 p.
·        Carol I al României. Un monarh devotat (1866-1914), Târgoviște, Editura Cetatea de Scaun, 2016, 392 p. 
B.    lucrări în colaborare
·        Filiași. Istorie și cultură pe Valea Jiului, Craiova, Editura Beladi, Editura Universitaria, 2010, 335 p.
·        Evoluția instituțiilor politice ale statului român din 1859 până astăzi, Târgoviște, Editura Cetatea de Scaun, 2014, 306 p.
·        O istorie a românilor. De la Tudor Vladimirescu la Marea Unire, Târgoviște, Editura Cetatea de Scaun, 2015, 280 p.
·        Armata română în războiul de întregire. Campaniile din anii 1916 și 1917, Târgoviște, Editura Cetatea de Scaun, 2018, 300 p. 
C.   lucrări editate, coordonate
·        Politică, diplomație și război. Profesorul Gheorghe Buzatu la 70 de ani, coord., Craiova, Editura Universitaria, 2009, 660 p.
·        Stat și societate în Europa, vol. I, coord., Craiova, Editura Universitaria, 2009, 420 p.
·        Stat și societate în Europa, vol. III, coord., Craiova, Editura Universitaria, 2011, 733 p.
·        Continuitate istorică în spațiu și timp. Profesorul Vladimir Osiac la 70 de ani, coord., Craiova, Editura Universitaria, 2011, 825 p.
·        Românii în istoria Europei, vol. I, coord., Târgoviște, Editura Cetatea de Scaun, 2013, 697 p.
·        Permanențele istoriei. Profesorul Corneliu Mihail Lungu la 70 de ani, coord., Târgoviște, Editura Cetatea de Scaun, 2013, 880 p.
·        Gheorghe Buzatu In Memoriam, coord., Târgoviște, Editura Cetatea de Scaun, 2014, 799 p.
·        Nicolae Bălcescu și epoca sa. Perspective istoriografice și politici memoriale, coord., Craiova, Editura Universitaria, Cluj-Napoca, Editura Presa Universitară Clujeană, 2018, 141 p.
·        The Romanian War of Independence. 140 years. Războiul de Independență (1877-1878). 140 de ani, coord., Târgoviște, Editura Cetatea de Scaun, 2017, 188 p.
-       Elitele și mecanismele puterii în spațiul românesc (secolele XV-XX), Craiova, Cluj-Napoca, Editura Universitaria, Editura Presa Universitară Clujeană, 2021, 198 p.
-       Elite, societate și putere (secolele XVI-XX), Craiova, Cluj-Napoca, Editura Universitaria, Editura Presa Universitară Clujeană, 2023, 436 p.
D.   studii și articole (selectiv)
·        L’évolution des relations franco-roumaines au début du règne du Charles Ier (1866-1871), „Limbi, culturi și civilizații europene în contact. Perspective istorice și contemporane”, Valahia University Press, Târgoviște, 2006, pp. 99-105.
·        Conservatorii în viața politică a României moderne (1866-1876), „Conservatorismul românesc. Origini, evoluții, perspective”, Iași, Editura Pim, 2008, pp. 64-76.
·        Imaginea României în rapoartele diplomaților englezi de la București (1866-1880), „Relații Internaționale. Lumea diplomației. Lumea conflictului”, Iași, Editura Pim, 2009, pp. 81-101.
·        Atitudinea României față de Tratatul de Pace ruso-turc de la San Stefano (1878), „Relații internaționale și studii de istorie. Omagiu Profesorului Constantin Bușe”, București, Editura Universității din București, 2009, pp. 79-82.
·        Inițiative și demersuri monarhice pentru dobândirea independenței pe cale diplomatică (1866-1877), „Călător prin istorie. Omagiu profesorului Liviu Maior la împlinirea vârstei de 70 de ani”, Cluj-Napoca, Academia Română – Centrul de Studii Transilvane, 2010, pp. 611-618.
·        Congresul de pace de la Paris (1856) și „chestiunea română”, „Iluzii, teamă, trădare, terorism internațional = 1940. Omagiu Profesorului Ioan Scurtu”, vol. I, Iași, Casa Editorială Demiurg, 2010, pp. 101-106.
·        Diplomatul britanic Sir John Gordon Kennedy și misiunea sa în România (1897-1905), „Slujind-o pe Clio. In honorem Dumitru Vitcu”, Iași, Editura Junimea, 2010, pp. 683-686.
·        Carol I și politica externă a României (1866-1914), „Cultură, politică și societate în timpul domniei lui Carol I. 130 de ani de la proclamarea Regatului României”, Iași, Casa Editorială Demiurg, 2011, pp. 59-92.
·        Negocieri româno-ruse în cursul anului 1914 reflectate în amintirile diplomatului Constantin Diamandy, „Stat și societate în Europa”, vol. IV, Târgoviște, Editura Cetatea de Scaun, 2012, pp. 161-170.
·        The Romanian Diplomacy during the reign of Carol I – A Cabinet Diplomacy?, „Romanian and European Diplomacy. From Cabinet Diplomacy to the 21st Century Challenges”, Iași-Trieste, Editura Universității „Alexandru Ioan Cuza”, Beit Casa Editrice, 2012, pp. 184-192.
·        Vasile Boerescu și naturalizarea individuală a evreilor la 1879, „Românii în istoria Europei”, vol. I, Târgoviște, Editura Cetatea de Scaun, 2013, pp. 208-215.
·        Rusia și Principatele Române la sfârșitul secolului al XVIII-lea și începutul secolului al XIX-lea, în „Basarabia – 1812. Problemă națională, implicații internaționale, București, Editura Academiei Române, 2014, pp. 89-93.
·        România și „chestiunea evreiască”. Implicații interne și externe, în „Romania, Israel, France: Jewish Trails, volume in Honor of Professor Carol Iancu”, Editura Universității București, 2014, pp. 299-307.
·        Vasile Boerescu – reformator al sistemului juridic românesc în a doua jumătate a secolului al XIX-lea, în „Drepturile omului, globalizare, securitate”, Craiova, Editura Sitech, 2015, pp. 39-42.
·        Problema succesiunii la Tronul României (1880-1889), în „Românii în istoria Europei”, vol. III, Târgoviște, Editura Cetatea de Scaun, 2016, pp. 93-99.
·        Prince Carol I and the Romanian State Independence, în volumul „The Romanian War of Independence. 140 years. Războiul de Independență (1877-1878). 140 de ani”, Târgoviște, Editura Cetatea de Scaun, 2017, pp. 43-52.
·        Instituirea sistemului parlamentar bicameral în România modernă, în Cercetarea istoriei. Noi abordări, analize și interpretări, Târgoviște, Editura Cetatea de Scaun, 2017, pp. 113-123.
·        Un moment dificil în căsnicia cuplului regal Carol I – Elisabeta (1891-1894), în volumul Istoricul și arhivistul Tudor Rățoi la 65 de ani, Craiova, Editura Universitaria, 2018, pp. 400-405.
·        Ideea Daco-României și proiecte de confederare în concepția generației pașoptiste, în Nicolae Bălcescu și epoca sa. Perspective istoriografice și politici memoriale, Craiova, Editura Universitaria, Cluj-Napoca, Editura Presa Universitară Clujeană, 2018, pp. 55-64.
·        Rolul monarhiei în istoria modernă a românilor și impactul asupra identității  naționale, capitol  în  volumul Cine  sunt românii?  Perspective asupra identității naționale, Cluj-Napoca, Editura Școala Ardeleană, 2019, pp. 429-455. 
IV. Bibliografie referitoare la titularul fișei (volume omagiale, dicționare, enciclopedii etc.) 
Dicționarul personalităților din România, București, 2011, p. 133
1. ↑  Spinei, V, Rusu, Dorina N. (2021). Enciclopedia reprezentanților scrisului istoric românesc, vol. II. Karl A. Romstorfer. p. 5-7.